# Antonio Vázquez de Espinosa
Pour les articles homonymes, voir Espinosa.
Antonio Vázquez de Espinosa (né à Castilleja de la Cuesta vers 1570 et mort à Madrid en janvier 1630, est un moine et chroniqueur espagnol de l'Ordre du Carmel. Son ouvrage Compendio y Descripcion de las Indias Occidentales (1629) est devenu une référence sur l'histoire de l'Amérique latine depuis sa découverte à la Bibliothèque apostolique vaticane en 1929 par Charles Upson Clark et son édition dans les Smithsonian Miscellaneous Collections.
Il est l'auteur de plusieurs ouvrages :
- Confessionario general, luz y guía del cielo y método para poderse confesar
- Viaje y Navegación del año de 1622 que hizo la flota de Nueva España y Honduras (Málaga, 1624)
- Sumario de Indulgencias (Málaga 1623)
- Circunstancias para los tratos y contratos de las Indias del Perú y Nueva España (Málaga, 1624)
- Indiæ Descriptionem